# Crab Orchard (Nebraska)
Crab Orchard ist ein Dorf im Johnson County, Nebraska.
Im Jahre 2010 lebten 38 Einwohner in diesem Dorf. Nach Angaben des United States Census Bureau hat das Dorf eine Gesamtfläche von 0,41 km².

## Geschichte
Crab Orchard wurde 1883 gegründet, als die Chicago, Burlington and Quincy Railroad ihre Strecke bis zu dem Ort erweiterte. Seinen Namen erhielt das Dorf von einem Wäldchen von Wildapfel-Bäumen (engl. orchard = Obstgarten) in der Nähe.

## Bekannte Einwohner
- Roy Barcroft (1902–1969), Schauspieler[3]

- Paul Swan (1883–1972), Tänzer und Künstler[4]